# 臺北市國民小學列表
臺北市國民小學列表列出臺灣臺北市小學一覽。

## 中正區
| 學校名稱                     | 學校地址            | 網址                                                                  |
| ---------------------------- | ------------------- | --------------------------------------------------------------------- |
| 臺北市中正區螢橋國民小學     | 詔安街29號          | http://tw.school.uschoolnet.com/?id=es00000094 （页面存档备份，存于） |
| 臺北市中正區河堤國民小學     | 汀州路二段180號     | http://www.htps.tp.edu.tw （页面存档备份，存于）                      |
| 臺北市中正區忠義國民小學     | 中華路二段307巷17號 | http://www.cips.tp.edu.tw （页面存档备份，存于）                      |
| 臺北市國語實驗國民小學       | 南海路58號          | http://www.meps.tp.edu.tw （页面存档备份，存于）                      |
| 臺北市中正區南門國民小學     | 廣州街6號           | http://www.nmes.tp.edu.tw （页面存档备份，存于）                      |
| 臺北市中正區東門國民小學     | 仁愛路一段2號之4    | http://www.tmps.tp.edu.tw （页面存档备份，存于）                      |
| 臺北市中正區忠孝國民小學     | 忠孝東路二段101號   | http://www.ches.tp.edu.tw/ （页面存档备份，存于）                     |
| 臺北市立大學附設實驗國民小學 | 公園路29號          | http://www.estmtc.tp.edu.tw （页面存档备份，存于）                    |

## 大同區
| 學校名稱                 | 學校地址          | 網址                                             |
| ------------------------ | ----------------- | ------------------------------------------------ |
| 臺北市大同區蓬萊國民小學 | 寧夏路35號        | http://www.plps.tp.edu.tw （页面存档备份，存于） |
| 臺北市大同區日新國民小學 | 太原路151號       | http://www.zhps.tp.edu.tw （页面存档备份，存于） |
| 臺北市大同區太平國民小學 | 延平北路二段239號 | http://www.tpes.tp.edu.tw （页面存档备份，存于） |
| 臺北市大同區永樂國民小學 | 延平北路二段266號 | http://www.ylps.tp.edu.tw （页面存档备份，存于） |
| 臺北市大同區雙蓮國民小學 | 錦西街51號        | http://www.sles.tp.edu.tw （页面存档备份，存于） |
| 臺北市大同區大同國民小學 | 大龍街51號        | http://www.ttps.tp.edu.tw （页面存档备份，存于） |
| 臺北市大同區大龍國民小學 | 哈密街47號        | http://www.dlps.tp.edu.tw （页面存档备份，存于） |
| 臺北市大同區延平國民小學 | 昌吉街97號        | http://www.ypps.tp.edu.tw （页面存档备份，存于） |
| 臺北市大同區大橋國民小學 | 重慶北路三段2號   | http://www.tjps.tp.edu.tw （页面存档备份，存于） |
| 臺北市立啟聰學校國小部   | 重慶北路三段320號 | http://www.tmd.tp.edu.tw/ （页面存档备份，存于） |

## 中山區
| 學校名稱                 | 學校地址           | 網址                                               |
| ------------------------ | ------------------ | -------------------------------------------------- |
| 臺北市中山區中山國民小學 | 民權東路一段69號   | http://www.csps.tp.edu.tw （页面存档备份，存于）   |
| 臺北市中山區中正國民小學 | 龍江路62號         | http://www.jjes.tp.edu.tw （页面存档备份，存于）   |
| 臺北市中山區長安國民小學 | 吉林路15號         | http://www.caps.tp.edu.tw （页面存档备份，存于）   |
| 臺北市中山區長春國民小學 | 長春路165號        | http://www.ccps.tp.edu.tw （页面存档备份，存于）   |
| 臺北市中山區大直國民小學 | 大直街2號          | http://www.tzes.tp.edu.tw （页面存档备份，存于）   |
| 臺北市中山區大佳國民小學 | 濱江街107號        | http://www.djes.tp.edu.tw （页面存档备份，存于）   |
| 臺北市中山區五常國民小學 | 五常街16號         | https://www.wcps.tp.edu.tw/ （页面存档备份，存于） |
| 臺北市中山區吉林國民小學 | 長春路116號        | http://www.clps.tp.edu.tw （页面存档备份，存于）   |
| 臺北市中山區懷生國民小學 | 安東街16巷2號      | http://www.wses.tp.edu.tw （页面存档备份，存于）   |
| 臺北市中山區永安國民小學 | 明水路397巷19弄1號 | http://www.yaes.tp.edu.tw （页面存档备份，存于）   |
| 臺北市中山區濱江國民小學 | 樂群二路266巷99號  | http://www.bjes.tp.edu.tw （页面存档备份，存于）   |

## 松山區
| 學校名稱                         | 學校地址              | 網址                                                |
| -------------------------------- | --------------------- | --------------------------------------------------- |
| 臺北市松山區松山國民小學         | 八德路四段746号       | http://www.ssps.tp.edu.tw （页面存档备份，存于）    |
| 臺北市松山區西松國民小學         | 三民路5号             | http://www.sups.tp.edu.tw （页面存档备份，存于）    |
| 臺北市松山區敦化國民小學         | 敦化北路2号           | http://www.thps.tp.edu.tw （页面存档备份，存于）    |
| 臺北市松山區民生國民小學         | 敦化北路199巷18号     | http://www.msps.tp.edu.tw （页面存档备份，存于）    |
| 臺北市松山區民權國民小學         | 民權東路四段200号     | http://www.mqes.tp.edu.tw/ （页面存档备份，存于）   |
| 臺北市松山區民族國民小學         | 民生東路四段97巷7号   | http://epage.mces.tp.edu.tw/ （页面存档备份，存于） |
| 臺北市松山區三民國民小學         | 民權東路五段1号       | http://www.smps.tp.edu.tw （页面存档备份，存于）    |
| 臺北市松山區健康國民小學         | 延壽街168號           | http://www.jkes.tp.edu.tw （页面存档备份，存于）    |
| 臺北市私立育達高級中等學校國小部 | 南京東路四段120巷27號 | http://elementary.tkis.tw/ （页面存档备份，存于）   |

## 大安區
| 學校名稱                         | 學校地址              | 網址                                                 |
| -------------------------------- | --------------------- | ---------------------------------------------------- |
| 國立臺北教育大學附設實驗國民小學 | 和平東路二段94號      | http://www.ntueees.tp.edu.tw/ （页面存档备份，存于） |
| 臺北市大安區龍安國民小學         | 新生南路三段33號      | http://www.laes.tp.edu.tw （页面存档备份，存于）     |
| 臺北市大安區大安國民小學         | 臥龍街129號           | http://www.taes.tp.edu.tw （页面存档备份，存于）     |
| 臺北市大安區幸安國民小學         | 仁愛路三段22號        | http://www.haps.tp.edu.tw （页面存档备份，存于）     |
| 臺北市大安區建安國民小學         | 大安路二段99號        | http://www.jnps.tp.edu.tw （页面存档备份，存于）     |
| 臺北市大安區仁愛國民小學         | 安和路一段60號        | http://www.japs.tp.edu.tw （页面存档备份，存于）     |
| 臺北市大安區金華國民小學         | 愛國東路79巷11號      | http://www.cups.tp.edu.tw （页面存档备份，存于）     |
| 臺北市大安區古亭國民小學         | 羅斯福路三段201號     | http://www.gtes.tp.edu.tw （页面存档备份，存于）     |
| 臺北市大安區銘傳國民小學         | 羅斯褔路四段21號      | http://www.mhps.tp.edu.tw （页面存档备份，存于）     |
| 臺北市大安區公館國民小學         | 基隆路四段41巷68弄2號 | http://www.gges.tp.edu.tw （页面存档备份，存于）     |
| 臺北市大安區新生國民小學         | 新生南路二段36號      | http://www.snes.tp.edu.tw （页面存档备份，存于）     |
| 臺北市和平實驗國民小學           | 敦南街76巷28號        | https://www.hpees.tp.edu.tw/ （页面存档备份，存于）  |
| 臺北市私立復興實驗高級中學國小部 | 敦化南路一段262號     | https://www.fhjh.tp.edu.tw/ （页面存档备份，存于）   |
| 臺北市私立立人國際國民中小學     | 安和路二段99號        | http://www.ljjhps.tp.edu.tw （页面存档备份，存于）   |
| 臺北市私立新民國民小學           | 辛亥路一段113號       | http://www.hmps.tp.edu.tw （页面存档备份，存于）     |

## 萬華區
| 學校名稱                 | 學校地址                 | 網址                                               |
| ------------------------ | ------------------------ | -------------------------------------------------- |
| 臺北市萬華區新和國民小學 | 西藏路125巷31號          | http://www.soes.tp.edu.tw （页面存档备份，存于）   |
| 臺北市萬華區雙園國民小學 | 莒光路315號              | http://www.syps.tp.edu.tw （页面存档备份，存于）   |
| 臺北市萬華區東園國民小學 | 東園街195號              | http://www.tyes.tp.edu.tw/ （页面存档备份，存于）  |
| 臺北市萬華區大理國民小學 | 艋舺大道389號            | http://www.tlps.tp.edu.tw （页面存档备份，存于）   |
| 臺北市萬華區西園國民小學 | 東園街73巷65號           | http://www.hups.tp.edu.tw （页面存档备份，存于）   |
| 臺北市萬華區萬大國民小學 | 萬大路346號              | http://www.wtps.tp.edu.tw （页面存档备份，存于）   |
| 臺北市萬華區華江國民小學 | 環河南路二段250巷42弄2號 | http://www.hces.tp.edu.tw （页面存档备份，存于）   |
| 臺北市萬華區西門國民小學 | 成都路98號               | http://www.hmes.tp.edu.tw （页面存档备份，存于）   |
| 臺北市萬華區老松國民小學 | 桂林路64號               | http://web.tlsps.tp.edu.tw/ （页面存档备份，存于） |
| 臺北市萬華區龍山國民小學 | 廣州街224號              | http://www.lses.tp.edu.tw （页面存档备份，存于）   |
| 臺北市萬華區福星國民小學 | 中華路一段66號           | http://www.fhps.tp.edu.tw （页面存档备份，存于）   |
| 臺北市私立光仁國民小學   | 萬大路423巷15號          | http://www.kjes.tp.edu.tw （页面存档备份，存于）   |

## 信義區
| 學校名稱                 | 學校地址           | 網址                                             |
| ------------------------ | ------------------ | ------------------------------------------------ |
| 臺北市信義區興雅國民小學 | 基隆路一段83巷9號  | http://www.hyps.tp.edu.tw （页面存档备份，存于） |
| 臺北市信義區光復國民小學 | 光復南路271號      | http://www.kfps.tp.edu.tw （页面存档备份，存于） |
| 臺北市信義區三興國民小學 | 基隆路二段99號     | http://www.shps.tp.edu.tw （页面存档备份，存于） |
| 臺北市信義區信義國民小學 | 松勤街60號         | http://www.syes.tp.edu.tw （页面存档备份，存于） |
| 臺北市信義區吳興國民小學 | 松仁路226號        | http://www.wsps.tp.edu.tw （页面存档备份，存于） |
| 臺北市信義區福德國民小學 | 褔德街253號        | http://www.fdps.tp.edu.tw （页面存档备份，存于） |
| 臺北市信義區雙永國民小學 | 松山路287巷5號     | https://www.yyes.tp.edu.tw/                      |
| 臺北市信義區博愛國民小學 | 松仁路22鄰95巷20號 | http://www.baps.tp.edu.tw （页面存档备份，存于） |

## 士林區
| 學校名稱                     | 學校地址           | 網址                                               |
| ---------------------------- | ------------------ | -------------------------------------------------- |
| 臺北市士林區士林國民小學     | 大東路165號        | http://www.slps.tp.edu.tw （页面存档备份，存于）   |
| 臺北市士林區士東國民小學     | 中山北路六段392號  | http://www.stes.tp.edu.tw （页面存档备份，存于）   |
| 臺北市士林區福林國民小學     | 福志路75號         | http://www.flps.tp.edu.tw （页面存档备份，存于）   |
| 臺北市士林區陽明山國民小學   | 仰德大道三段61號   | http://www.ymps.tp.edu.tw （页面存档备份，存于）   |
| 臺北市士林區社子國民小學     | 延平北路六段308號  | http://www.stps.tp.edu.tw （页面存档备份，存于）   |
| 臺北市士林區雨聲國民小學     | 至誠路一段62巷70號 | http://www.yses.tp.edu.tw （页面存档备份，存于）   |
| 臺北市士林區富安國民小學     | 延平北路八段135號  | http://www.fuanps.tp.edu.tw （页面存档备份，存于） |
| 臺北市士林區劍潭國民小學     | 通河街16號         | http://www.jtes.tp.edu.tw （页面存档备份，存于）   |
| 臺北市溪山實驗國民小學       | 至善路三段199號    | http://www.hops.tp.edu.tw （页面存档备份，存于）   |
| 臺北市士林區平等國民小學     | 平菁街101號        | http://www.pdps.tp.edu.tw （页面存档备份，存于）   |
| 臺北市士林區百齡國民小學     | 福港街205號        | http://www.bles.tp.edu.tw （页面存档备份，存于）   |
| 臺北市士林區雙溪國民小學     | 中社路二段66號     | http://www.sses.tp.edu.tw （页面存档备份，存于）   |
| 臺北市士林區葫蘆國民小學     | 環河北路三段95號   | http://www.hrps.tp.edu.tw （页面存档备份，存于）   |
| 臺北市士林區雨農國民小學     | 忠義街1號          | http://www.ynes.tp.edu.tw （页面存档备份，存于）   |
| 臺北市士林區天母國民小學     | 天玉街12號         | http://www.tmups.tp.edu.tw （页面存档备份，存于）  |
| 臺北市士林區文昌國民小學     | 文林路615巷20號    | http://www.wces.tp.edu.tw （页面存档备份，存于）   |
| 臺北市士林區芝山國民小學     | 德行東路285號      | http://www.zsps.tp.edu.tw （页面存档备份，存于）   |
| 臺北市士林區蘭雅國民小學     | 礦溪街57號         | http://www.lyps.tp.edu.tw （页面存档备份，存于）   |
| 臺北市士林區三玉國民小學     | 天母東路116號      | http://www.syups.tp.edu.tw （页面存档备份，存于）  |
| 臺北市私立華興高級中學國小部 | 仰德大道一段101號  | http://www.hhhs.tp.edu.tw （页面存档备份，存于）   |

## 北投區
| 學校名稱                         | 學校地址             | 網址                                               |
| -------------------------------- | -------------------- | -------------------------------------------------- |
| 臺北市北投區北投國民小學         | 中央北路一段73號     | http://www.ptes.tp.edu.tw （页面存档备份，存于）   |
| 臺北市北投區逸仙國民小學         | 新民路2號            | http://www.ysps.tp.edu.tw （页面存档备份，存于）   |
| 臺北市北投區石牌國民小學         | 致遠二路80號         | http://www.spps.tp.edu.tw （页面存档备份，存于）   |
| 臺北市北投區關渡國民小學         | 中央北路四段581號    | http://www.kdps.tp.edu.tw （页面存档备份，存于）   |
| 臺北市湖田實驗國民小學           | 竹子湖路17之2號      | http://www.htes.tp.edu.tw （页面存档备份，存于）   |
| 臺北市北投區清江國民小學         | 公館路220號          | http://www.cjps.tp.edu.tw （页面存档备份，存于）   |
| 臺北市泉源實驗國民小學           | 東昇路34號           | http://www.cyps.tp.edu.tw （页面存档备份，存于）   |
| 臺北市北投區大屯國民小學         | 復興三路312號        | http://www.dtps.tp.edu.tw （页面存档备份，存于）   |
| 臺北市北投區湖山國民小學         | 湖底路11號           | http://www.hses.tp.edu.tw （页面存档备份，存于）   |
| 臺北市北投區桃源國民小學         | 中央北路三段40巷45號 | http://www.tyues.tp.edu.tw （页面存档备份，存于）  |
| 臺北市北投區文林國民小學         | 文林北路155號        | http://www.wles.tp.edu.tw （页面存档备份，存于）   |
| 臺北市北投區義方國民小學         | 珠海路155號          | http://www.yfes.tp.edu.tw （页面存档备份，存于）   |
| 臺北市北投區立農國民小學         | 立農街一段250號      | http://www.lnes.tp.edu.tw （页面存档备份，存于）   |
| 臺北市北投區明德國民小學         | 明德路190號          | http://www.mdes.tp.edu.tw （页面存档备份，存于）   |
| 臺北市北投區文化國民小學         | 文化三路1號          | http://www.whps.tp.edu.tw （页面存档备份，存于）   |
| 臺北市私立薇閣國民小學           | 育仁路106號          | http://www.wgps.tp.edu.tw （页面存档备份，存于）   |
| 臺北市私立奎山實驗高級中學國小部 | 明德路200號          | https://www.kshs.tp.edu.tw/ （页面存档备份，存于） |

## 內湖區
| 學校名稱                 | 學校地址          | 網址                                              |
| ------------------------ | ----------------- | ------------------------------------------------- |
| 國立臺灣戲曲學院國小部   | 內湖路二段177號   | https://www.tcpa.edu.tw/ （页面存档备份，存于）   |
| 臺北市內湖區內湖國民小學 | 內湖路二段41號    | http://www.nhes.tp.edu.tw （页面存档备份，存于）  |
| 臺北市內湖區碧湖國民小學 | 金龍路100號       | http://www.bhps.tp.edu.tw （页面存档备份，存于）  |
| 臺北市內湖區潭美國民小學 | 新明路22號        | http://www.tmes.tp.edu.tw （页面存档备份，存于）  |
| 臺北市內湖區東湖國民小學 | 東湖路115號       | http://www.dfps.tp.edu.tw （页面存档备份，存于）  |
| 臺北市內湖區西湖國民小學 | 環山路一段25號    | http://www.hhups.tp.edu.tw （页面存档备份，存于） |
| 臺北市內湖區康寧國民小學 | 星雲街121號       | http://www.klps.tp.edu.tw （页面存档备份，存于）  |
| 臺北市內湖區明湖國民小學 | 康寧路三段105號   | http://www.mhups.tp.edu.tw （页面存档备份，存于） |
| 臺北市內湖區麗山國民小學 | 港華街100號       | http://www.lnps.tp.edu.tw （页面存档备份，存于）  |
| 臺北市內湖區新湖國民小學 | 民權東路六段138號 | http://www.shes.tp.edu.tw （页面存档备份，存于）  |
| 臺北市內湖區文湖國民小學 | 文湖街15號        | http://www.whups.tp.edu.tw （页面存档备份，存于） |
| 臺北市內湖區大湖國民小學 | 大湖山莊街170號   | http://www.dhps.tp.edu.tw （页面存档备份，存于）  |
| 臺北市內湖區南湖國民小學 | 康寧路三段200號   | http://www.nhps.tp.edu.tw （页面存档备份，存于）  |
| 臺北市內湖區麗湖國民小學 | 金湖路363巷8號    | http://www.lhes.tp.edu.tw （页面存档备份，存于）  |

## 南港區
| 學校名稱                 | 學校地址        | 網址                                                                  |
| ------------------------ | --------------- | --------------------------------------------------------------------- |
| 臺北市南港區南港國民小學 | 惠民街67號      | http://w3.nkps.tp.edu.tw/a/ （页面存档备份，存于）                    |
| 臺北市南港區舊莊國民小學 | 舊庄街一段100號 | http://www.zzes.tp.edu.tw （页面存档备份，存于）                      |
| 臺北市南港區玉成國民小學 | 向陽路31號      | http://www.yhes.tp.edu.tw/ （页面存档备份，存于）                     |
| 臺北市南港區成德國民小學 | 東新街65號      | https://www.ctps.tp.edu.tw/ （页面存档备份，存于）                    |
| 臺北市南港區胡適國民小學 | 舊莊街一段1號   | http://www.hsps.tp.edu.tw （页面存档备份，存于）                      |
| 臺北市南港區東新國民小學 | 興南街62號      | http://163.21.179.36/%5B%5D                                           |
| 臺北市南港區修德國民小學 | 東新街118巷86號 | http://tw.school.uschoolnet.com/?id=es00000162 （页面存档备份，存于） |

## 文山區
| 學校名稱                     | 學校地址               | 網址                                                |
| ---------------------------- | ---------------------- | --------------------------------------------------- |
| 國立政治大學附設實驗國民小學 | 指南路三段12號         | http://www.es.nccu.edu.tw （页面存档备份，存于）    |
| 臺北市文山區景美國民小學     | 景文街108號            | http://www.cmes.tp.edu.tw （页面存档备份，存于）    |
| 臺北市文山區武功國民小學     | 興隆路一段68號         | http://www.wkps.tp.edu.tw （页面存档备份，存于）    |
| 臺北市文山區興德國民小學     | 興隆路二段235號        | http://www.hdps.tp.edu.tw （页面存档备份，存于）    |
| 臺北市文山區溪口國民小學     | 景福街225號            | http://www.skps.tp.edu.tw （页面存档备份，存于）    |
| 臺北市文山區興隆國民小學     | 福興路2號              | http://www.hlps.tp.edu.tw （页面存档备份，存于）    |
| 臺北市文山區志清國民小學     | 景福街21巷5號          | http://www.jcps.tp.edu.tw （页面存档备份，存于）    |
| 臺北市文山區景興國民小學     | 景華街150巷21號        | http://www.chps.tp.edu.tw （页面存档备份，存于）    |
| 臺北市文山區木柵國民小學     | 木柵路三段191號        | http://www.mjes.tp.edu.tw （页面存档备份，存于）    |
| 臺北市文山區永建國民小學     | 試院路2號              | http://www.yjps.tp.edu.tw （页面存档备份，存于）    |
| 臺北市文山區實踐國民小學     | 忠順路一段4號          | http://www.zjps.tp.edu.tw （页面存档备份，存于）    |
| 臺北市博嘉實驗國民小學       | 木柵路四段159巷14號之1 | http://www.bjps.tp.edu.tw （页面存档备份，存于）    |
| 臺北市指南實驗國民小學       | 指南路三段38巷5號之2   | http://www.cnps.tp.edu.tw （页面存档备份，存于）    |
| 臺北市文山區明道國民小學     | 木柵路二段138巷61號    | http://www.mdps.tp.edu.tw （页面存档备份，存于）    |
| 臺北市文山區萬芳國民小學     | 萬和街1號              | http://www.wfes.tp.edu.tw （页面存档备份，存于）    |
| 臺北市文山區力行國民小學     | 木新路三段155巷7號     | http://www.lsps.tp.edu.tw （页面存档备份，存于）    |
| 臺北市文山區萬興國民小學     | 秀明路二段114號        | http://www.wnses.tp.edu.tw （页面存档备份，存于）   |
| 臺北市文山區萬福國民小學     | 羅斯福五段170巷32號    | http://www.wfps.tp.edu.tw （页面存档备份，存于）    |
| 臺北市文山區興華國民小學     | 興隆路三段125巷6號     | http://www.hhps.tp.edu.tw （页面存档备份，存于）    |
| 臺北市文山區辛亥國民小學     | 辛亥路四段103號        | http://www.saes.tp.edu.tw （页面存档备份，存于）    |
| 臺北市私立靜心高級中學國小部 | 興隆路二段46號         | http://www.chjhs.tp.edu.tw （页面存档备份，存于）   |
| 臺北市私立中山國民小學       | 木柵路一段292號        | http://www.mjcskg.tp.edu.tw/ （页面存档备份，存于） |
| 臺北市私立再興國民小學       | 興隆路四段2號          | https://www.tsps.tp.edu.tw/ （页面存档备份，存于）  |

## 已停辦學校
| 校名                     | 停辦時間 | 停辦前地址      | 備註 |
| ------------------------ | -------- | --------------- | --- |
| 臺北市萬華區中興國民小學 | 2004年   | 開封街二段23號  | 併入相鄰之福星國小，原址被改建為萬華運動中心及福星社會住宅。                                                                 |
| 臺北市大同區明倫國民小學 | 2013年   | 承德路三段285號 | 併入鄰近之大龍國小，原址被改建為明倫社會住宅。                                                                               |
| 臺北市北投區洲美國民小學 | 2015年   | 洲美街185號     | 因開發北投士林科技園區而廢校，校史資料保存於文昌國小，學生分別轉入周邊之七所國小就讀，未來視科技園區開發狀況再評估是否復校。 |
| 臺北市信義區永春國民小學 | 2022年   | 松山路225巷48號 | 合併為雙永國小。 |
| 臺北市信義區永吉國民小學 | 2022年   | 松山路287巷5號  | 合併為雙永國小。 |